# 卡捷里尼夫卡 (沃洛達爾西克-沃林西基區)
50°42′14″N 28°26′14″E / 50.70389°N 28.43722°E
卡捷里尼夫卡（烏克蘭語：Катеринівка），是烏克蘭北部的村莊，隸屬日托米爾州的日托米爾區。該村面積7.81平方公里，2001年人口223，人口密度每平方公里28.55人。